# Fed Cup 1998
La Fed Cup 1998 corresponde a la 36.ª edición del torneo de tenis femenino más importante por naciones. 8 equipos participaron en el Grupo Mundial.

## Grupo Mundial
| Equipos participantes | Equipos participantes | Equipos participantes | Equipos participantes |
| Bélgica               | República Checa       | Francia               | Alemania              |
| Holanda               | España                | Suiza                 | Estados Unidos        |
| --------------------- | --------------------- | --------------------- | --------------------- |

## Eliminatorias
|  | Cuartos de final | Cuartos de final |                |         | Semifinales | Semifinales |  |       | Final            | Final            |  |
|  | 18-19 abril      | 18-19 abril      |                |         | 25-26 julio | 25-26 julio |  |       | 19-20 septiembre | 19-20 septiembre |  |
|  |                  |                  |                |         |             |             |  |       |                  |                  |  |
|  |                  |                  |                |         |             |             |  |       |                  |                  |  |
|  | Francia          | 3                |                |         |             |             |  |       |                  |                  |  |
|  | Francia          | 3                |                |         |             |             |  |       |                  |                  |  |
|  | Bélgica          | 2                |                |         |             |             |  |       |                  |                  |  |
|  | Bélgica          | 2                |                | Francia | 0           |             |  |       |                  |                  |  |
|  |                  |                  |                | Francia | 0           |             |  |       |                  |                  |  |
|  |                  |                  | Suiza          | 5       |             |             |  |       |                  |                  |  |
|  | República Checa  | 1                | Suiza          | 5       |             |             |  |       |                  |                  |  |
|  | República Checa  | 1                |                |         |             |             |  |       |                  |                  |  |
|  | Suiza            | 4                |                |         |             |             |  |       |                  |                  |  |
|  | Suiza            | 4                |                |         |             |             |  | Suiza | 2                |                  |  |
|  |                  |                  |                |         |             |             |  | Suiza | 2                |                  |  |
|  |                  |                  | España         | 3       |             |             |  |       |                  |                  |  |
|  | España           | 3                | España         | 3       |             |             |  |       |                  |                  |  |
|  | España           | 3                |                |         |             |             |  |       |                  |                  |  |
|  | Alemania         | 2                |                |         |             |             |  |       |                  |                  |  |
|  | Alemania         | 2                |                | España  | 3           |             |  |       |                  |                  |  |
|  |                  |                  |                | España  | 3           |             |  |       |                  |                  |  |
|  |                  |                  | Estados Unidos | 2       |             |             |  |       |                  |                  |  |
|  | Holanda          | 0                | Estados Unidos | 2       |             |             |  |       |                  |                  |  |
|  | Holanda          | 0                |                |         |             |             |  |       |                  |                  |  |
|  | Estados Unidos   | 5                |                |         |             |             |  |       |                  |                  |  |
|  | Estados Unidos   | 5                |                |         |             |             |  |       |                  |                  |  |
|  |                  |                  |                |         |             |             |  |       |                  |                  |  |

- En cursiva equipos que juegan de local.

### Final
| Palexpo Hall, Ginebra, Suiza 19 al 20 de septiembre de 1998 |                   |                                           |    |   |   |  |  |  |  |
| \| 1 \| \| Patty Schnyder \| 2 \| 6 \| 2 \| \| \| \| \| \| 1 \| \| Arantxa Sánchez Vicario \| 6 \| 3 \| 6 \| \| \| \| \| \| 2 \| \| Martina Hingis \| 6 \| 6 \| \| \| \| \| \| \| 2 \| \| Conchita Martínez \| 4 \| 4 \| \| \| \| \| \| \| 3 \| \| Martina Hingis \| 7 \| 6 \| \| \| \| \| \| \| 3 \| \| Arantxa Sánchez Vicario \| 65 \| 3 \| \| \| \| \| \| \| 4 \| \| Patty Schnyder \| 3 \| 6 \| 7 \| \| \| \| \| \| 4 \| \| Conchita Martínez \| 6 \| 2 \| 9 \| \| \| \| \| \| 5 \| \| Martina Hingis-Patty Schnyder \| 0 \| 2 \| \| \| \| \| \| \| 5 \| \| Conchita Martínez-Arantxa Sánchez Vicario \| 6 \| 6 \| \| \| \| \| \| |                   |                                           |    |   |   |  |  |  |  |
| 1 | Bandera de Suiza  | Patty Schnyder                            | 2  | 6 | 2 |  |  |  |  |
| 1 | Bandera de España | Arantxa Sánchez Vicario                   | 6  | 3 | 6 |  |  |  |  |
| 2 | Bandera de Suiza  | Martina Hingis                            | 6  | 6 |   |  |  |  |  |
| 2 | Bandera de España | Conchita Martínez                         | 4  | 4 |   |  |  |  |  |
| 3 | Bandera de Suiza  | Martina Hingis                            | 7  | 6 |   |  |  |  |  |
| 3 | Bandera de España | Arantxa Sánchez Vicario                   | 65 | 3 |   |  |  |  |  |
| 4 | Bandera de Suiza  | Patty Schnyder                            | 3  | 6 | 7 |  |  |  |  |
| 4 | Bandera de España | Conchita Martínez                         | 6  | 2 | 9 |  |  |  |  |
| 5 | Bandera de Suiza  | Martina Hingis-Patty Schnyder             | 0  | 2 |   |  |  |  |  |
| 5 | Bandera de España | Conchita Martínez-Arantxa Sánchez Vicario | 6  | 6 |   |  |  |  |  |

## Repesca Grupo Mundial de 1998
La Repesca Grupo Mundial 1998 de la Copa Fed se disputó los días 25 y 26 de julio de 1998, y los resultados de esta fase se detallan en el siguiente esquema:
| Sede de la confrontación | Superficie  | Ganador    | Marcador | Perdedor        |
| ------------------------ | ----------- | ---------- | -------- | --------------- |
| Bratislava               | Arcilla     | Eslovaquia | 4-1      | Bélgica         |
| Moscú                    | Indoor dura | Rusia      | 4–1      | Alemania        |
| Bol                      | Arcilla     | Croacia    | 3–2      | Holanda         |
| Praga                    | Arcilla     | Italia     | 4–1      | República Checa |

## Grupo Mundial 2
El Grupo Mundial 2 de la Copa Fed se disputó los días 18 y 19 de abril de 1998, y los resultados de esta fase se detallan en el siguiente esquema:
| Sede de la confrontación | Superficie     | Ganador    | Marcador | Perdedor  |
| ------------------------ | -------------- | ---------- | -------- | --------- |
| Foligno                  | Indoor moqueta | Italia     | 3–2      | Austria   |
| Perth                    | Hierba         | Rusia      | 3–2      | Australia |
| Dubrovnik                | Arcilla        | Austria    | 4-1      | Japón     |
| Buenos Aires             | Arcilla        | Eslovaquia | 4–1      | Argentina |

## Repesca Grupo Mundial 2 de 1998
La repesca del Grupo Mundial 2 de 1998 de Copa Fed se disputó los días 12 y 13 de julio de 1998, y los resultados de esta fase se detallan en el siguiente esquema:
| Sede de la confrontación | Superficie     | Ganador     | Marcador | Perdedor      |
| ------------------------ | -------------- | ----------- | -------- | ------------- |
| Canberra                 | Indoor moqueta | Australia   | 5-0      | Argentina     |
| Salzburgo                | Arcilla        | Austria     | 5–0      | Polonia       |
| Seúl                     | Arcilla        | Japón       | 4-1      | Corea del sur |
| Minsk                    | Indoor dura    | Bielorrusia | 4-1      | Venezuela     |

## Zona Americana

### Grupo 1
- Brasil
- Canadá
- Chile
- Colombia
- Ecuador
- Paraguay
- Perú - relegado al Grupo 2 en 1999.
- Uruguay - relegado al Grupo 2 en 1999.
- Venezuela — promocionado a la Repesca del Grupo Mundial 2.

### Grupo 2
- Antigua y Barbuda
- Bahamas
- Barbados
- Bermudas
- Bolivia
- Costa Rica
- Cuba
- República Dominicana
- El Salvador
- Guatemala
- Haití
- Jamaica
- México — promocionado al Grupo 1 en 1999
- Panamá
- Puerto Rico — promocionado al Grupo 1 en 1999
- Trinidad y Tobago

## Zona Asia/Oceanía

### Grupo 1
- China
- China Taipéi
- Hong Kong
- Indonesia
- Nueva Zelanda
- Filipinas - relegado al Grupo 2 en 1999.
- Corea del Sur — promocionado a la Repesca del Grupo Mundial 2.
- Tailandia
- Uzbekistán

### Grupo 2
- India — promocionado al Grupo 1 en 1999
- Irak
- Kazajistán
- Malasia
- Equipo de las islas de Oceanía — promocionado al Grupo 1 en 1999
- Pakistán
- Singapur
- Siria
- Tayikistán

## Zona Europa/África

### Grupo 1
- Bielorrusia — promocionado a la Repesca del Grupo Mundial 2.
- Bulgaria
- Reino Unido
- Grecia
- Hungría - relegado al Grupo 2 en 1999.
- Israel - relegado al Grupo 2 en 1999.
- Letonia
- Madagascar - relegado al Grupo 2 en 1999.
- Polonia — promocionado a la Repesca del Grupo Mundial 2.
- Portugal
- Rumania
- Eslovenia
- Sudáfrica
- Suecia
- Ucrania
- Yugoslavia

### Grupo 2
- Argelia
- Armenia
- Bosnia y Herzegovina
- Botsuana
- Chipre
- Dinamarca — promocionado al Grupo 1 en 1999
- Egipto
- Estonia
- Etiopía
- Finlandia — promocionado al Grupo 1 en 1999
- Georgia — promocionado al Grupo 1 en 1999
- Irlanda
- Islandia
- Liechtenstein
- Lituania
- Luxemburgo — promocionado al Grupo 1 en 1999
- Macedonia del Norte
- Malta
- Moldavia
- Noruega
- Túnez
- Turquía